# 分掌官
分掌官（ぶんしょうかん）は、国家公務員の役職配分の考え方の一つで、特定の所掌事務を複数の官で分担掌理しているものをいう。
例えば課長級分掌官の一つである参事官の場合、「総務課長」のように分担職務が明白な課長職と異なり、対外的に公表される辞令上の職務名には担当職務が明示されない（実際には分担職務はあるが辞令上は単に「大臣官房参事官」・「○○局参事官」などと表記される）。分掌官は、政令（各省組織令など）のレベルで設置と定数が規定されるため、定員の増減については政令改正を行わなければならないが、定数増減を伴わない職務分担の変更については辞令の発出だけで機動的に行うことが可能なため、行政需要に応じた人員配置等を行えるというメリットがある。
また実際の運用としては、数が制限されている課に代って設置することで課長相当職の数（いわゆる「ポスト」）を増やすために使われているという側面もある。中央省庁再編に伴い発出された「官房・局及び課室の整理並びに分掌職の活用について」は、その事実を端的に示している。
なお、分掌官に類似した制度として総括整理職（省名審議官など）がある。

## 種類
中央省庁には様々なレベルが存在する。ここでは本省の例を中心に、代表的なものを挙げる。

### 大臣級
公式にそのような呼称はないが、内閣府に置かれている特命担当大臣は、この分掌官の考え方によって任命されている。内閣府で内閣官房長官が所掌しない分野・機関（金融庁・消費者庁・北方対策本部等）を分掌する。ただし警察庁には国家公安委員長、宮内庁には宮内庁長官（認証官）が置かれる。

### 本省局長級
本府省局長級の分掌官の代表例として「政策統括官」がある。内閣府（7人）、総務省（1人）、厚生労働省（2人）、国土交通省（2人）に置かれている。ほかに、文部科学省・国土交通省には「国際統括官」、外務省には「国際情報統括官」、環境省には総合環境政策統括官、総務省にはサイバーセキュリティ統括官が置かれている。上記の統括官とは別の法令で内閣官房（内閣人事局）には「人事政策統括官」（3人。うち一人は、関係のある他の職を占める者をもつて充てられるものとする）
「統括官」の名称を付さない局長級分掌官として、内閣府に置かれる独立公文書管理監がある。（内閣府本府組織令3条の2）

### 本省部長・局次長級
本府省庁部長・局次長級の分掌官としては、公文書監理官の他、各省ごとに独特の官名がある。例えば防衛省では、大臣官房に衛生監、施設監、報道官などが置かれている。

### 本省課長級
本府省庁課長級の分掌官としては、参事官の他、各省ごとに独特の官名がある（財務省主計局の主計官、総務省行政管理局の管理官、外務省の国際情報官など）。

### 本省室長級
本府省庁室長級の分掌官としては、企画官、調整官、調査官、審査官、監察官、計画官などがある。

### 本省課長補佐級
本府省庁課長補佐級の分掌官としては、分析官、監視官、広報官、推進官や専門官などがある。